# Устрен
У́стрен (болг. Устрен) — село в Кирджалійській області Болгарії. Входить до складу общини Джебел.

## Населення
За даними перепису населення 2011 року у селі проживали 230 осіб, з них 216 осіб (93,9%) — турки.
Розподіл населення за віком у 2011 році:
Динаміка населення: